# Zagreb (hạt)

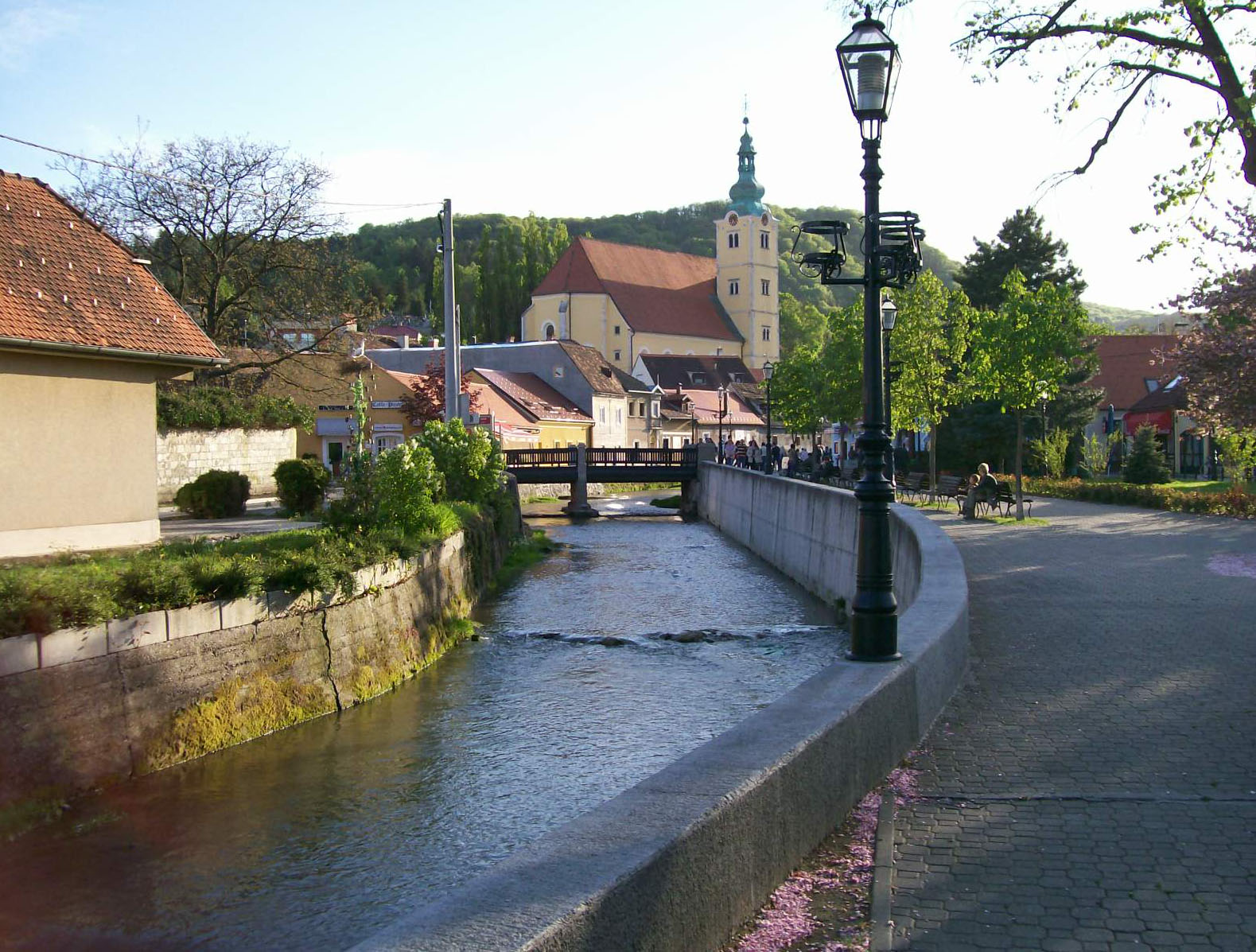
Samobor

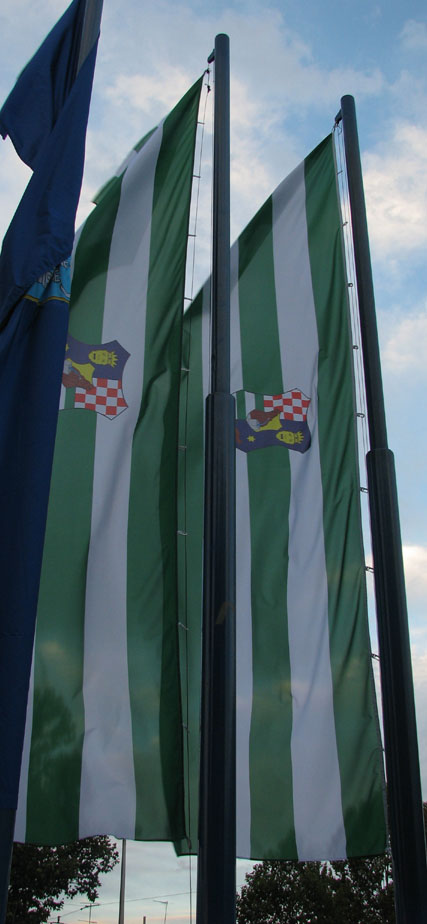
Cờ hiệu của Hạt Zagreb

Hạt Zagreb (tiếng Croatia: Zagrebačka županija) là một hạt ở trung tâm Croatia. Hạt bao quanh – nhưng không chứa – thủ đô Zagreb, một đơn vị hành chính tách biệt. Vì lý do đó, nó đôi khi được gọi là "chiếc nhẫn [của] Zagreb". Theo điều tra dân số 2011, hạt có 317.606 dân.
Hạt Zagreb từng bao hàm cả thành phố Zagreb, nhưng vào năm 1997 chúng bị tách ra, khi thành phố được trao tình trạng đặc biệt. Dù đã tách rời về mặt hành chính, cả hai vẫn có liên kết chặt chẽ.
Hạt Zagreb giáp với hạt Krapina-Zagorje, thành phố Zagreb, hạt Varaždin, và hạt Koprivnica-Križevci về phía bắc, hạt Bjelovar-Bilogora về phía đông, hạt Sisak-Moslavina về phía nam và hạt Karlovac về phía tây nam.
Sân bay Franjo Tuđman (sân bay Zagreb) tọa lạc trong lãnh thổ của hạt Zagreb, đây là sân bay lớn nhất và quan trọng nhất Croatia.

## Phân chia hành chính
Hạt Zagreb được chia thành 9 đô thị và 25 khu tự quản.
| Tên               | Dân số | Diện tích  |
| ----------------- | ------ | ---------- |
| Dugo Selo         | 17.466 | 52,22 km²  |
| Ivanić-Grad       | 14.548 | 173,57 km² |
| Jastrebarsko      | 15.866 | 226,50 km² |
| Samobor           | 37.633 | 250,73 km² |
| Sveta Nedelja     | 18.059 | 41,43 km²  |
| Sveti Ivan Zelina | 15.959 | 184,68 km² |
| Velika Gorica     | 63.517 | 328,65 km² |
| Vrbovec           | 14.797 | 159,05 km² |
| Zaprešić          | 25.223 | 52,60 km²  |

| Tên            | Dân số | Diện tích  |
| -------------- | ------ | ---------- |
| Bedenica       | 1.432  | 21,70 km²  |
| Bistra         | 6.632  | 52,74 km²  |
| Brckovljani    | 6.837  | 71,14 km²  |
| Brdovec        | 11.134 | 37,27 km²  |
| Dubrava        | 5.245  | 115,18 km² |
| Dubravica      | 1.437  | 20,46 km²  |
| Farkaševac     | 1.937  | 73,66 km²  |
| Gradec         | 3.681  | 88,85 km²  |
| Jakovlje       | 3.930  | 35,71 km²  |
| Klinča Sela    | 5.231  | 77,64 km²  |
| Kloštar Ivanić | 6.091  | 77,59 km²  |
| Krašić         | 2.640  | 69,40 km²  |
| Kravarsko      | 1.987  | 58,03 km²  |
| Križ           | 6.963  | 118,46 km² |
| Luka           | 1.351  | 17,17 km²  |
| Marija Gorica  | 2.233  | 17,10 km²  |
| Orle           | 1.975  | 57,61 km²  |
| Pisarovina     | 3.689  | 145,00 km² |
| Pokupsko       | 2.224  | 105,73 km² |
| Preseka        | 1.448  | 47,86 km²  |
| Pušća          | 2.700  | 18,20 km²  |
| Rakovec        | 1.252  | 35,11 km²  |
| Rugvica        | 7.871  | 93,73 km²  |
| Stupnik        | 3.735  | 23,20 km²  |
| Žumberak       | 883    | 110,17 km² |